# Crane Brook
Crane Brook – rzeka w Stanach Zjednoczonych, w stanie Nowy Jork. Rzeka wpada do rzeki Seneca w miejscowości Montezuma. Długość cieku nie została określona, natomiast powierzchnia zlewni wynosi 118 km².